# Emigrant Trail

Le piste dellEmigrant Trail: California, Mormon e Oregon Trail.

L'Emigrant Trail (Pista degli emigranti) è il nome usato collettivamente per la rete di percorsi per carri attraverso il West durante la metà del XIX secolo, usata dagli emigranti dagli Stati Uniti orientali alle terre da colonizzare ad ovest delle Montagne Rocciose. Il termine è usato specificatamente per tre itinerari correlati tra loro: l'Oregon Trail, il Mormon Trail e il California Trail. Si stima che 500.000 emigranti usarono questi percorsi dal 1843 al 1869, e fino ad un decimo lungo il percorso moriva, di solito a causa di malattia.

## Descrizione
Benché si affermi spesso che ogni percorso partisse da una particolare città lungo il fiume Missouri, gli emigranti partivano per le diverse piste indifferentemente da uno dei tre porti fluviali di Independence (Missouri), St. Joseph, o Council Bluffs (Iowa) (quest'ultimo divenne il punto di partenza più comune dopo il 1850). Da queste città i percorsi si riunivano nel Nebraska centrale, vicino all'odierna Kearney, seguendo i fiumi Platte, North Platte e Sweetwater verso ovest attraverso il Nebraska e il Wyoming, e attraversando il Continental Divide a sud del Wind River Range, attraverso il South Pass, nel Wyoming sudoccidentale.
- Gli itinerari principali dell'Oregon Trail e del California Trail andavano a nord-ovest fino a Fort Hall, un punto di rifornimento vicino alla odierna città di Pocatello (Idaho).
  - L'itinerario principale dell'Oregon Trail attraversava la pianura del fiume Snake, in quello che oggi è l'Idaho meridionale e le Blue Mountains nell'Oregon nordorientale, per poi raggiungere la Willamette Valley. Ogni percorso aveva un itinerario principale, ma esistevano molte strade alternative e scorciatoie, alcune delle quali permettevano un notevole risparmio di tempo. L'Oregon Trail è il percorso più antico, e fu esplorato negli anni dieci dell'Ottocento e usato dalla prima carovana guidata da Marcus Whitman nel 1843.
  - L'itinerario principale del California Trail si separava dall'Oregon Trail a ovest di Fort Hall, e andava verso sud-ovest nell'odierno Nevada, poi lungo il fiume Humbold fino alla Sierra Nevada. Questo percorso divenne molto trafficato dopo la scoperta dell'oro nel 1848. Il percorso coincide i molti punti con il percorso del servizio Pony Express, che operò tra il 1860 e il 1861, prima di essere sostituito dal telegrafo e poi dalla ferrovia.
- Il Mormon Trail si separava dall'Oregon Trail e dal California Trail sul lato occidentale dello spartiacque, e si dirigeva a sud-ovest verso la valle del Gran Lago Salato nell'odierno Utah. Brigham Young guidò i primi mormoni nello Utah nel 1847.

Gli storici stimano che fino a mezzo milione di persone hanno attraversato il West lungo queste piste, dalle prime carovane nel 1843 alla costruzione della First Transcontinental Railroad nel 1869. Il viaggio fino all'Oregon o alla California durava, nei casi favorevoli, circa sei mesi; la maggior parte dei gruppi diretti in questi due territori partiva dal Missouri nella tarda primavera per tentare di giungere a destinazione per la metà di ottobre.
Fino a cinquantamila persone, un decimo del totale degli emigranti, morirono durante il viaggio, la maggior parte per malattie infettive come il colera, diffuse dalla poca igiene. Gli scontri con i nativi americani, benché spesso temuti dagli emigranti, furono in confronto rari. Molti viaggiavano in grandi comitive o carovane composte anche di centinaia di carri, guidati di solito da una guida esperta.
Il veicolo più comune per i coloni diretti in Oregon e California era un semplice carro, coperto con un telone e trainato da buoi (che erano preferiti ai cavalli e ai muli per la loro resistenza e forza). Negli anni seguenti, seguendo il consiglio di Brigham Young, molti mormoni utilizzarono dei carretti a mano. Tutti gli emigranti fronteggiarono la scarsità di cibo e di combustibile; in molte zone senza alberi, lo sterco di bufalo era il principale combustibile.
La rete di piste è diventata parte integrante del folclore degli Stati Uniti come uno degli elementi più significativi che hanno formato il carattere della nazione. Le tracce rimanenti delle piste possono essere osservate in varie località sparpagliate nella parte arida del West. Si possono seguire approssimativamente questi itinerari lungo le strade moderne seguendo le indicazioni per le strade secondarie.